# Espérance de vie du chat
L'espérance de vie du chat est très souvent de 12 à 15 ans. Sa comparaison avec l'âge humain n'est pas linéaire.

## Comparaisons
L'espérance de vie de cet animal se situe généralement entre 12 et 15 ans, mais certains chats atteignent 21 ans, soit l'équivalent du centenaire chez les humains. Un chat d'un an a un développement comparable à celui d'un être humain de 15 ans. Un chat de deux ans a un développement similaire à un être humain de 24 ans. Par la suite, la croissance de l'équivalence s'affaiblit (l'âge humain par rapport à celui du chat croit de moins en moins vite), comme l'illustre le diagramme ci-dessous. Un chat de 7 ans a ainsi un développement similaire à un être humain de 44 ans, et un chat de 15 ans a alors un développement équivalent à celui d'un humain de 76 ans.

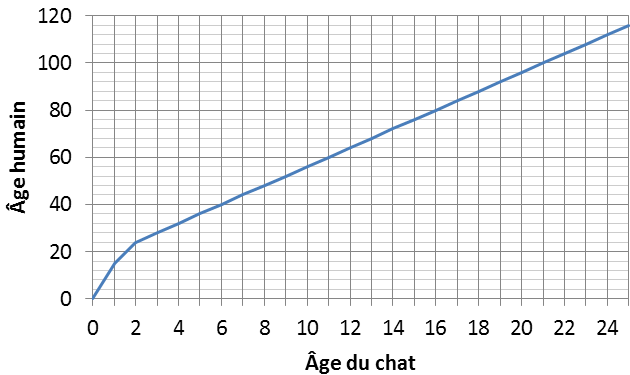

Le record de longévité enregistré est de 38 ans et 3 jours (ce qui équivaut à 168 années humaines) ; il est détenu par la chatte Creme Puff (03/08/1967 – 06/08/2005). Celle-ci vivait avec son propriétaire, Jake Perry, à Austin, au Texas (États-Unis).